# Fabrizio Ramírez
Fabrizio Antonio Ramírez Montero (ur. 1 kwietnia 1997 w Heredii) – kostarykański piłkarz występujący na pozycji środkowego pomocnika, reprezentant Kostaryki, od 2023 roku zawodnik Municipalu Liberia.